# Jan Cervus
Jan Cervus , Jan Tucholczyk (ur. ?, zm. ok. 1557) – polski prawnik, wykładowca Akademii Krakowskiej.
Pochodził z Tucholi. Jego prawdziwe nazwisko brzmiało zapewne Jelonek (łac. Cervus). W 1523 został bakałarzem sztuk wyzwolonych Akademii Krakowskiej. Następnie był nauczycielem w szkole cysterskiej w Jędrzejowie. Napisał wówczas podręcznik teologii pastoralnej. W 1530 r. powrócił do Krakowa. Stale znajdował się w trudnej sytuacji materialnej. W 1531 został mistrzem sztuk wyzwolonych. Prowadził też nieregularnie wykłady w Akademii Krakowskiej równocześnie studiując prawo. W 1534 objął stanowisko rektora szkoły katedralnej we Lwowie. W 1539 zrezygnował z tego stanowiska. Rok później został kanonikiem katedralnym we Lwowie. W 1541 przyjął święcenia kapłańskie. Jego dalsze losy nie są znane.
Jego głównym dziełem jest praca Farrago actionum juris Magdeburgensis (1531), która jest najobszerniejszym polskim traktatem na temat prawa miejskiego.
Wybrane prace:
- De moribus ecclesiae catholicae D. A. Augustin liber I (Kraków, 1530)
- Institutiones grammaticae Joannis Cervi Tucholiensis una cum interpretatione nominum idiomate polonico et germanico illustrata. Kraków, 1553.
- Methodus sacramentorum sanctae ecclesiae catholicae[1] Kraków, 1537
- Farrago actionum juris Magdeburgensis (1531, VIII wyd. 1607).